# ستيوارت بلامبيرغ
ستيوارت بلامبيرغ (بالإنجليزية: Stuart Blumberg)‏ هو منتج أفلام وكاتب سيناريو ومخرج وممثل أمريكي، ولد في 19 يوليو 1969 في كليفلاند في الولايات المتحدة.

## أعمال

### أفلام
- (1999) نادي القتال[4]
- (2004) الفتاة المجاورة[5]
- (2010) الأطفال كلهم على ما يرام[6][7]
- (2019) بروكلين بلا أم

## ترشيحات
- جائزة الأوسكار لأفضل كتابة، عن عمل: الأطفال كلهم على ما يرام

## وصلات خارجية
- ستيوارت بلامبيرغ على موقع IMDb (الإنجليزية)
- ستيوارت بلامبيرغ على موقع ألو سيني (الفرنسية)
- ستيوارت بلامبيرغ على موقع أول موفي (الإنجليزية)
- ستيوارت بلامبيرغ على موقع بوكس أوفيس موجو (الإنجليزية)
- ستيوارت بلامبيرغ على موقع قاعدة بيانات الأفلام السويدية (السويدية)
- ستيوارت بلامبيرغ على موقع قاعدة بيانات الفيلم (الإنجليزية)
- ستيوارت بلامبيرغ على موقع كينوبويسك (الروسية)